# Ystad Sweden Jazz Festival
Ystad Sweden Jazz Festival är en årligen återkommande jazzfestival i Ystad. Den grundades 2010. Festivalen arrangeras av den ideella föreningen Ystad Sweden Jazz med Musik i Syd som medarrangör.  Festivalen arrangeras av helt ideella krafter och har inget vinstintresse.
Festivalen vill erbjuda publiken ett högkvalitativa jazzkonserter med internationella jazzartister och svenska jazzstjärnor. Festivalen erbjuder också en scen för unga svenska musiker och den skall dessutom uppmuntra barn och unga att bli intresserade av jazz. Festivalens genomförs på ca 10 scener i Ystad med omnejd.
Konstnärlige ledare är pianisten Jan Lundgren.

## Medverkande
2010 medverkade XLBigBand och Peter Asplund, Benny Golson med Antonio Ciacca Trio, Rigmor Gustafsson, 
2012 medverkade Quincy Jones, Sinne Eeg,Petter Wettre, Terje Rypdal, Ketil Björnstad, Eliane Elias, Claire Martin, Kurt Rosenwinkel, Tomasz Stanko, Deborah Brown, Arild Andersen, Tommy Smith, Paolo Viniaccia, Paolo Fresu, Richard Galliano, Hiromi, China Moses, Benny Green, Dee Dee Bridgewater, Caecilie Norby, Bengt-Arne Wallin, Bengt Hallberg, Jan Lundgren, Nils Landgren, LaGaylia Frazier, Viktoria Tolstoy, Joachim Bergström, Bohus Big Band, Anders Bergcrantz, Bo Sylvén, Lisa Linn, Monday Night Big Band, Vivian Buczek, XL Big Band, John Venkaih, Emilia Mårtensson, Filip Jers, Rebecka Larsdotter, Hannah Svensson, Ewan Svensson, Ed Epstein, Oscar Grönberg, Björn Jansson, Lovisa Lindkvist 
2013 medverkade Hugh Masekela, Kenny Barron, Harry Allen, Fabrizio Bosso, Jacob Fischer, Elina Duni, Dmitry Baevsky, Tom Harrell, Champian Fulton, Caecillie Norby, Omar Sosa, Jojje Wadenius, Tolvan Big Band, Clarence Penn, The Quiet Nights Orchestra, Håkan Rydin, Lars Danielsson, Jan Lundgren, Hacke Björksten, Goran Kajfes Subtropic Arkestra, Rigmor Gustafsson, Jacob Karlzon, Anna Lundqvist, Amanda Sedgwick, Felix Tani, Neo, Elin Larsson, Gustav Holmqvist, Hanna Elmquist, Makross, Tesla.
2019 medverkade XL Band och Peter Asplund, Benny Golson med Antonio Ciacca Trio, Rigmor Gustafsson, 4 Wheel Drive, ECM 50: Tord Gustavsen Trio, ECM 50: Jakob Bro featuring Mikkelborg & Rossy, ECM 50: Maciej Obara Quartet, Hayati Kafe & Roger Berg Big Band, David Forss Norberg Trio, Mimmi Terris, Jan Lundgren Trio & Göteborg Wind Orchestra, Joey DeFrancesco Trio, Ronnie Gardiner Septet, Cristina Branco, Magnanimus Trio, Fresu-Galliano-Lundgren, Mozdzer–Danielsson–Fresco.
Konstnärer till festivalposter:
- 2010 Cecilia Tengblad
- 2011 Alain Le Chatelier
- 2012 Madeleine Pyk
- 2013 Ardy Strüwer
- 2014 Edna Hinnerson
- 2015 Lasse Åberg
- 2016 Lasse Åberg
- 2017 Owe Gustafson
- 2018 Angelica Wiik
- 2019 Ardy Strûwer

Festivalambassadörer
- 2010 Krister Henriksson - skådespelare, Håkan Hardenberger - trumpetare
- 2011 Gösta Ekman - regissör, skådespelare, Jaques Werup - Poet, författare, musiker
- 2012 Anna-Lena Laurin - tonsättare, Lena Endre - skådespelare, Gert Palmcrantz - ljudproducent, Anne Lundberg - programledare
- 2013 Henning Mankell - författare, dramatiker, Edda Magnason - artist, sing-song writer
- 2014 Björn Ranelid - författare, Nicole Johänntgen - saxofonist
- 2015 Lasse Åberg - skådespelare och regissör, Ardy Strüwer - konstnär och komiker, Anna-Lena Bergelin -skådespelare och komiker, Jan Sigurd
- 2016 Lasse Åberg - skådespelare och regissör, Johan Wester - komiker och skådespelare, Henrik Sundström - tennisspelare, Ann-Marie Rauer - journalist
- 2017 Kim Andersson - handbollsspelare, Claes Malmberg - skådespelare och komiker, Sanna Persson Halapi - komiker och skådespelare
- 2018 Efva Attling -formgivare, Camilla Ahlgren - manusförfattare,
- 2019 Marie och Gustav Mandelmann, Fredrik Lindström - programledare, författare och komiker, Anne Swärd - författare

Hedersambassadörer
- 2012 Quincy Jones - amerikansk musiker, musikproducent, tv- och filmproducent
- 2014 Bengt-Arne Wallin - musiker, musikarrangör, kompositör
- 2016 Svend Asmussen - dansk skådespelare, musiker
- 2018 Martin Martinsson - företagsledare, musiker